# 1895 aux Territoires du Nord-Ouest
Chronologie des Territoires du Nord-Ouest
- 1891
- 1892
- 1893
- 1894
- 1895
- 1896
- 1897
- 1898
- 1899

Cette page concerne les événements survenus en 1895 dans le territoire canadien des Territoires du Nord-Ouest.

## Politique
- Premier ministre : Frederick W. A. G. Haultain (Président du conseil exécutif)
- Commissaire :
- Législature :